# Feminist sex wars
Met feminist sex wars (feministische seksoorlogen), ook wel lesbian sex wars of porn wars, wordt een tijdperk van controverses en verhitte debatten binnen het Amerikaanse feminisme aangeduid. De vrouwenbeweging raakte ernstig verdeeld over een aantal onderwerpen die met seksualiteit samenhangen, zoals pornografie, prostitutie, sadomasochisme en de plek van transvrouwen binnen de lesbische gemeenschap. Hoogtepunt van de feminist sex wars lag in de jaren tachtig, maar de discussies duren tot op heden voort. In de VS markeert deze periode het einde van de tweede feministische golf.

## Twee kampen
In de loop van de jaren zeventig is een deel van de feministische denkers en schrijvers een aantal seksuele praktijken gaan zien als uitingen van vrouwenonderdrukking en seksueel geweld. Tegelijkertijd trachtte het feminisme vrouwen te bevrijden van de opvatting dat mannelijke dominantie een logisch gevolg was van biologische verschillen. Deze theorievorming was afgeleid van het lesbisch feminisme en het radicaal feminisme. Binnen genoemde stromingen was een negatief beeld gegroeid over de mannelijke seksualiteit en de invloed die dat had op de maatschappij. Prostitutie en porno werden gezien als toonbeelden van seksueel misbruik en als uitbuiting van vrouwen. Zo verwoordde Andrea Dworkin de opvatting dat porno uitsluitend door en voor mannen gemaakt wordt en dat het een product is van mannelijke dominantie, dat altijd schadelijk is voor vrouwen. Robin Morgan vatte een ander bezwaar tegen porno samen met de woorden "pornografie is de theorie, verkrachting de praktijk". Radicaalfeministen als Ti-Grace Atkinson keerden zich tegen sm en zagen het als geritualiseerd seksueel geweld. Tot de anderen in dit kamp van anti-pornofeministen behoren onder meer Catharine MacKinnon, Gloria Steinem en Susan Brownmiller.
Dat sommige feministen het verkennen en beleven van hun seksuele mogelijkheden, waaronder bijvoorbeeld de consumptie van porno, als deel van hun bevrijding zagen, paste bijzonder slecht in dat plaatje. Ook de lesbische sm-groep Samois, gesticht in 1978, kon op enorme weerstand vanuit feministische hoek rekenen. Deze vrouwen, die later als sekspositieve feministen werden aangeduid, beschuldigden het andere kamp ervan dat ze seksueel conservatief of zelfs preuts waren, een autoritaire moraal voorstonden en doelen nastreefden die in strijd waren met vrije meningsuiting. Tot de woordvoerders van deze groep behoren onder anderen Ellen Willis, Gayle Rubin en Dorothy Allison.

## Cruciale gebeurtenissen
Tot de mijlpalen van het debat behoort onder meer de vaststelling door de feministische National Organization for Women in 1980 dat de zogenaamde big four (pedofilie, pornografie, sm en publieke seks) uitingen zijn van geweld, uitbuiting en privacyschending en dat zij niets van doen hebben met seksuele voorkeur of geaardheid. Twee jaar later botsten de kampen heftig op de Barnardconferentie over seksualiteit, waar antipornofeministen van congres en organisatie waren uitgesloten en deze daarover op meerdere wijzen hun ongenoegen lieten blijken en trachtten de conferentie te verhinderen.
Midden jaren tachtig reisden Andrea Dworkin en Catharine MacKinnon door de VS in een poging een verbod op pornografie opgenomen te krijgen in plaatselijke verordeningen. In hun wetsvoorstel, de Antipornography Civil Rights Ordinance, stond centraal dat porno een schending was van de burgerrechten van vrouwen, in tegenstelling tot de nationale wetgeving die erotische publicaties vooral zag in de context van zedelijkheid. Bovendien vonden Dworkin en MacKinnon het Eerste amendement van de grondwet van de Verenigde Staten een gedrocht, daar het mannen zou beschermen die seksistische uitingen doen. In een reactie daarop stichtte Ellen Willis in 1984 de Feminist Anti-Censorship Taskforce, omdat in haar ogen het feminisme richting censuur bewoog.
De aidsepidemie van de jaren tachtig bracht oude stereotypen en denkbeelden over homo's terug aan de oppervlakte. Tegelijkertijd maakte de VS in politieke zin een ruk naar rechts. Deze ontwikkelingen brachten de feministen in nauwer contact met andere activisten en derhalve ook andere visies op seksualiteit. Een en ander leidde ertoe dat de feminist sex wars naar de achtergrond gedrongen werden.